# La Longue Nuit de l'exorcisme
Pour plus de détails, voir Fiche technique et Distribution.
La Longue Nuit de l'exorcisme (Non si sevizia un paperino) est un giallo italien réalisé par Lucio Fulci et sorti en 1972.
Le film se déroule dans un petit village du sud de l'Italie en Basilicate. Des jeunes garçons sont brutalement assassinés. Le journaliste Andrea Martelli enquête avec Patrizia, une jeune femme excentrique. Ils reçoivent également l'aide du jeune curé du village, Don Alberto. Pendant ce temps, la police rend également visite à plusieurs suspects et tente de calmer la tension croissante au sein de cette communauté terrorisée où les habitants commencent à désigner arbitrairement des coupables.
Il est considéré comme le chef-d'œuvre de Fulci et l'une des pierres angulaires du giallo italien, ainsi que l'un des films les plus dérangeants et morbides du réalisateur. Il était également son préféré parmi ses propres œuvres. Le choix du lieu de l'action, situé dans un village isolé du Mezzogiorno, était jusqu'alors inédit parmi les gialli.

## Synopsis
Première partie
Non loin d'Accendura, un village de Basilicate, une femme creuse une petite fosse sur une colline qui domine le viaduc d'une autoroute. Elle extrait le squelette d'un bébé et s'enfuit. Dans le village, Tonino, Michele et Bruno, trois enfants de douze ans du quartier, sortent d'une église et vont espionner deux prostituées et leurs clients dans une ferme abandonnée. Ils sont rejoints par Giuseppe Barra, un simplet qui espionne les couples isolés. Les enfants se moquent de lui et il les menace de représailles. Pendant ce temps, la mystérieuse femme du début accomplit une série de rites de magie noire, perçant d'épingles des poupées représentant des corps d'enfants.
Le même soir, Michele est chargé par sa mère d'apporter un jus d'orange pressée à Patrizia, la propriétaire d'une luxueuse villa. Quand il entre, il est surpris de voir Patrizia qui bronze sous une lampe à UV entièrement nue sur un fauteuil. En apercevant l'enfant tout penaud, elle le taquine et lui propose de se rapprocher. Mais la voix de sa mère se fait entendre et Michele repart en trébuchant. Peu après, Bruno Lo Cascio, un autre enfant du village, est poursuivi et brutalement assassiné. Les carabiniers commencent les recherches, après avoir reçu un appel téléphonique anonyme d'un homme demandant une modeste rançon de six millions de lires. Andrea Martelli, un journaliste spécialisé dans les affaires criminelles, arrive également sur les lieux. Les carabiniers ont arrêté Giuseppe Barra pour le meurtre, qui a été retrouvé alors qu'il venait récupérer quelque chose à dans le même four où il avait été convenu par téléphone de déposer la rançon. Barra finit par avouer l'endroit où se trouve le corps du garçonnet.
Don Alberto Avallone, le jeune curé du village, est également présent pour bénir le corps. Barra clame son innocence et affirme qu'il ne l'a pas tué mais qu'il était déjà mort et qu'il n'a fait que de l'enterrer avant d'essayer d'extorquer ses parents. Mais tout le village le croit coupable et la foule des riverains tentent de le lyncher alors qu'il est emmené en prison. Pourtant, le lendemain matin, un autre corps asphyxié est retrouvé : c'est celui de Tonino, un ami de Bruno, immergé dans un lavoir en pierre. Pendant ce temps, l'étrange femme, appelée par tous « La Maciara », enterre ses poupées. De son côté, Andrea Martelli rend visite à Don Alberto, qui se dit inquiet pour l'avenir des enfants du village, à la merci des revues pornographiques et d'autres mauvaises influences de la modernité.
Pendant que les deux hommes discutent, Patrizia arrive et provoque à la fois le prêtre et Andrea, se félicitant qu'il y ait des « beaux mâles » au village. Andrea découvre que la jeune fille est la fille d'un riche constructeur milanais, qui l'a envoyée se mettre au vert à Accendura pour l'éloigner d'un groupe de toxicomanes. La nuit suivante, Michele reçoit un appel téléphonique l'invitant à une réunion devant un calvaire dans les bois. Au même moment, devant une station-service, Patrizia termine un appel téléphonique. Michele parvient à sortir de la maison ni vu ni connu et se rend au calvaire, où il se fait étrangler. Les carabiniers interrogent Patrizia, qui était partie exceptionnellement tard ce soir-là. Celle-ci répond qu'elle était allée conduire seule sur l'autoroute. Elle cache aux enquêteurs son escale dans la station-service et son coup de téléphone.
Tout le village est présent aux funérailles de Michele. Au moment où la Maciara entre dans l'église, la mère du garçon assassiné s'écrie qu'elle sent la présence du meurtrier. La Maciara décide alors de sortir précipitamment.
Seconde partie
La sortie précipitée de la Maciara a été filmée par une caméra placée à l'extérieur de l'église par les carabiniers, qui s'étonnent de son attitude. Après s'être renseigné, ils vont voir l'oncle Francesco, un vieux sorcier respecté par les habitants du village, qui vit avec la Maciara depuis des années. L'oncle Francesco garantit qu'elle n'a rien fait de mal. Il prétend ne pas l'avoir vue depuis quinze jours et qu'il suppose qu'elle reste probablement dans la chênaie comme elle en a pris l'habitude. Pendant que les carabiniers s'en vont, Patrizia arrive.
Un appel téléphonique anonyme d'Aurelia Avallone, la mère de Don Alberto, conduit les carabiniers à l'endroit où se cache Maciara, qui est arrêtée après la découverte du squelette qu'elle a déterré. Au cours de l'interrogatoire, la Maciara avoue avoir tué les trois garçons car ils avaient découvert la tombe de son enfant, fruit d'une relation avec l'oncle Francesco et mort mystérieusement des années auparavant. La Maciara commence à avoir une crise d'épilepsie et prétend avoir tué les trois garçons non pas en les étranglant mais à distance grâce à la magie noire. Le soir même, le magistrat, après avoir entendu le témoignage d'un officier qui disculpe Maciara, ordonne sa libération. Le maréchal des carabiniers doute du bien-fondé de cette décision, car il craint que la libération de Maciara n'entraîne un lynchage.
Maciara se rend au cimetière du village, mais elle est entourée par les pères des garçons assassinés, qui commencent à la battre violemment avec des chaînes et des bâtons. La Maciara parvient à se traîner jusqu'au bord de l'autoroute, où elle meurt alors que les automobilistes sur la route des vacances défilent devant elle sans s'arrêter. Au village, Andrea Martelli et Patrizia rencontrent Malvina, la petite sœur de Don Alberto, sourde-muette, qui traîne une poupée décapitée. Mario, un garçon du village, s'aventure dans les bois. Son ami rapporte tout à Don Alberto, qui se met à la recherche de Mario. Il rencontre Patrizia, qui est bloquée sur la route avec sa voiture à cause d'un pneu crevé. Peu après, Mario est retrouvé avec le crâne fracassé. Andrea Martelli trouve le briquet de Patrizia sur le lieu du crime et va la voir.
La jeune fille avoue au journaliste qu'elle s'est arrêtée à une station-service la nuit du meurtre de Michele pour passer un coup de fil à un dealer. Patrizia remarque la photo du meurtre dans un journal, et remarque la tête d'un canard en caoutchouc qu'Andrea Martelli a placé près du corps pour prendre une photo-choc. Les deux hommes partent à la recherche de la partie manquante du canard, qui appartenait à Malvina, et la trouvent dans une décharge devant la maison de Don Alberto. La petite fille détache compulsivement les têtes de toutes ses poupées, sans raison apparente. Les deux hommes suspectent qu'elle a peut-être été, d'une manière ou d'une autre, témoin des meurtres, et les mime donc sur ses poupées. Ils entrent dans la maison et trouvent Aurelia, la mère du curé, qui se révèle jalouse et réticente.
De retour chez Patrizia, ils reçoivent un appel téléphonique de Don Alberto, qui les informe que sa mère a disparu avec Malvina. Ils parviennent à déterminer qu'elle se cache dans une grotte à flanc de falaise. Ils s'y rendent en voiture et arrivent à la grotte lorsque Don Alberto en sort, tenant Malvina dans ses bras. Il vient d'arracher la petite fille à sa mère qui gît ensanglantée sur le sol. Don Alberto n'a en fait pas l'intention de sauver Malvina, mais s'approche de l'à-pic de la falaise pour la jeter dans le vide. Don Alberto, à travers ses souvenirs, avoue qu'il est le meurtrier des enfants, tués pour les garder purs et les empêcher de se corrompre au contact d'une modernité perverse. Aurélia, dans un état semi-catatonique, les supplie d'arrêter son fils qui a perdu la raison ; Andrea Martelli poursuit Don Alberto et un duel s'engage entre eux, au cours duquel Martelli parvient à arracher la petite fille à Don Alberto avant qu'il la jette dans le vide. Mais ce faisant, il glisse sur le bord de la falaise. Le curé tente de précipiter Andrea dans le vide, mais lorsqu'il lève le pied pour le pousser vers le bas, Andrea lui fait perdre l'équilibre et c'est Don Alberto qui fait le plongeon, se fracassant le crâne contre les rochers.

## Scène supprimée
Dans une séquence, la Maciara devait être attaqué par une colonie de chauves-souris. La scène a été tournée, mais n'a pas été retenue au montage, car Fulci n'a pas estimé qu'elle cadrait avec le ton grave de l'œuvre.

## Fiche technique
- Titre original : Non si sevizia un paperino[2]
- Titre français : La Longue Nuit de l'exorcisme ou Fureur meurtrière[3]
- Titre québécois : Les poupées de sang
- Réalisation : Lucio Fulci
- Scénario : Gianfranco Clerici, Lucio Fulci et Roberto Gianviti (it)
- Photographie : Sergio D'Offizi (it)
- Montage : Ornella Micheli (it)
- Musique : Riz Ortolani
- Effets spéciaux : Carlo Rambaldi
- Décors : Pier Luigi Basile
- Costumes : Marisa Crimi
- Maquillage : Franco Di Girolamo, Nilo Jacoponi, Dante Trani, Maurizio Trani (it)
- Production : Felice Colaiacomo, Renato Jaboni, Edmondo Amati (it)[3]
- Société de production : Medusa Produzione
- Société de distribution : Medusa Produzione
- Pays de production :  Italie[3]
- Langue originale : italien
- Format : Couleur par Technicolor • 2,35:1 • Son mono • 35 mm
- Genre : Giallo
- Durée : 102 minutes (1 h 42) (version initiale en salles) ; 108 minutes (1 h 48) (version longue sur DVD)
- Dates de sortie : 
  - Italie : 29 septembre 1972
  - France : 22 mars 1978[3]
- Classification :
  - Italie : Interdit aux moins de 18 ans à la sortie ; Réévalué Interdit aux moins de 14 ans[4]
  - France : Interdit aux moins de 16 ans[5]

## Distribution
- Florinda Bolkan : La Maciara
- Barbara Bouchet : Patrizia
- Tomás Milián : Andrea Martelli
- Irène Papas : Dona Aurelia Avallone
- Marc Porel : Don Alberto Avallone
- Georges Wilson : l'oncle Francesco
- Antonello Campodifiori (it) : le lieutenant des carabiniers
- Ugo D'Alessio : le maréchal des carabiniers Modesti
- Virginio Gazzolo : le juge d'instruction
- Vito Passeri : Giuseppe Barra
- Rosalia Maggio : Mme Spriano, la mère de Michele
- Andrea Aureli : M. Lo Cascio, le père de Bruno
- Linda Sini : Mme Lo Cascio, la mère de Bruno
- Franco Balducci : M. Spriano, le père de Michele
- Gianfranco Barra (non listé au générique) : Impallomeni
- John Bartha (non listé au générique) : l'officier de police
- Duilio Cruciani (it) : Mario
- Fausta Avelli (it) : Malvina
- Marcello Tamborra : Michele

## Production
Ce film est le premier produit par la nouvelle société Medusa Film.

### Scénario
Après la controverse et la censure subies par sa dernière comédie Obsédé malgré lui, Lucio Fulci revient à la réalisation d'un giallo, genre qu'il avait déjà expérimenté en 1969 et 1971, respectivement avec Perversion Story et Le Venin de la peur.
Le scénario a été d'abord co-écrit par Fulci et Roberto Gianviti. Gianfranco Clerici a ensuite été appelé à la rescousse car Fulci et Gianviti ne trouvaient pas d'idées satisfaisantes pour la scène d'ouverture du film. Clerici imagine donc une scène d'introduction où des enfants se confessent dans une église.
Le scénario original prévoyait de situer l'histoire à Turin, dans un centre industriel où travaillent des ouvriers chez Fiat. Au cours des différentes réécritures du scénario, la production a toutefois décidé de relocaliser l'intrigue dans un village montagneux du Mezzogiorno, afin de bénéficier d'un environnement moins lugubre. Le village s'appelle Accendura dans le film, inspiré du village réel d'Accettura, une commune de la province de Matera,.
Le sujet du film est inspiré de faits réels survenus à Bitonto en 1971, qui consistent en une série de meurtres dont les victimes étaient des enfants,,.
Un des personnages incontournables du film est la Maciara, interprétée par Florinda Bolkan. Son nom renvoie à une figure traditionnelle des sociétés de l'Italie méridionale, proche de la sorcière mais néanmoins avec des caractéristiques culturels propres. La figure de la masciara persiste dans la mémoire contemporaine en Basilicate comme étant partie intégrante de la vie sociale dans les années 1950/1960, et de nos jours elle est encore invoquée et consultée par des personnes de différentes couches sociales lorsque des situations de difficultés récurrentes apparaissent dans la vie quotidienne, attribuées au mauvais œil. Ces difficultés peuvent prendre typiquement la forme d'une jalousie envers une personne de statut différent par la beauté, la dextérité, la richesse, le succès, etc. Dans ces cas de figure, l'intervention de la Maciara est nécessaire pour éviter les affrontements.

### Attribution des rôles
Massimo Ranieri devait initialement jouer le rôle de Don Alberto, tandis que Fernando Rey devait incarner l'oncle Francesco. Le rôle de Don Alberto a été attribué à Marc Porel, un acteur français très actif dans les films de genre italiens de ces années-là, tandis que l'oncle Francesco est interprété par Georges Wilson, qui avait déjà travaillé avec Fulci dans Liens d'amour et de sang.
C'est également la seconde fois que l'actrice brésilienne Florinda Bolkan incarne la protagoniste dans un film de Lucio Fulci après sa prestation dans Le Venin de la peur. Pour le personnage de la Maciara, Bolkan a explicitement demandé un maquillage qui ne lui donnerait pas des airs caricaturaux de « pauvresse », mais d'une femme modeste ayant son charme propre. En outre, Bolkan a tourné tout le film sans jamais voir les autres acteurs. Ses scènes ont en effet été tournées avec la seule présence de l'actrice à l'écran.
La distribution comporte d'autres acteurs alors au sommet de leur gloire, tels que l'Allemande Barbara Bouchet et le Cubain Tomás Milián. Quant aux enfants, Fulci souhaitait des enfants avec des traits matures du visage qui les fassent ressembler à des adultes. Il s'agit du premier film pour l'actrice de 13 ans Fausta Avelli (it) qui joue Malvina ; elle fera ensuite des apparitions dans plusieurs giallos comme L'Emmurée vivante du même Fulci ou Phenomena de Dario Argento.

### Effets spéciaux
Les maquillages du film ont été réalisés par Franco Di Girolamo, assisté de Dante Trani et Maurizio Trani (it). Leur travaux les plus délicats concernaient le vieillissement de George Wilson, les blessures des victimes et le membre enterré du premier enfant assassiné. Quant aux effets spéciaux, certaines sources rapportent à tort le nom de Giannetto De Rossi, qui n'a en réalité pas participé au film. Les effets spéciaux ont été supervisés par Carlo Rambaldi, qui était chargé de la partie mécanique de la séquence qui voit Don Alberto tomber dans le vide.

### Tournage
Le tournage du film a commencé le 2 mai 1972 et s'est terminé en juillet.
Les extérieurs du film ont été tournés dans les Pouilles, à Monte Sant'Angelo, dans la forêt d'Umbra, sur l'escalier appelé « scannamugliera » du sanctuaire de Saint Michel l'Archange, dans la Valle Carbonara et à Pulsano sur le Gargano. D'autres prises de vue ont été réalisées à Pietrasecca, Carsoli dans la province de L'Aquila, l'autoroute du film est en fait l'A24 qui relie Rome à Teramo et le viaduc qui apparaît est précisément celui de Pietrasecca, tout comme le cimetière de Pietrasecca, également connu sous le nom de « cimitero vecchio »,.
Diverses demeures du sud de l'Italie ont été utilisées pour les intérieurs, tandis que le seul intérieur entièrement reconstitué dans un studio est celui du poste des carabiniers.
Certains plans ont également été tournés en Basilicate, à Matera et à Accettura.
Lucio Fulci a bénéficié d'une grande liberté pendant le tournage. Le réalisateur a déclaré : « D'autres producteurs auraient été gênés par le sujet, car il se déroule parmi des gens pauvres, dans un pays aride. Une histoire policière aussi atypique aurait peut-être provoqué des doutes et des conflits avec la production au préalable. Ils m'ont tout laissé faire. C'était une bonne période dans ma carrière ».
La séquence du lynchage subi par la Maciara a été tournée en trois jours. On a d'abord filmé la porte, puis l'intérieur du cimetière.
Lors de la séquence de combat entre Tomás Milián et Marc Porel, les deux acteurs se sont réellement battus, se retrouvant dans les pages des journaux de l'époque.

## Exploitation
Le film est sorti le 29 septembre 1972 en Italie, et s'est avéré être un bon succès auprès du public, rapportant un total de 1 125 965 763 lires de l'époque. Le film a été médiocrement distribué hors d'Italie.

### Titres
Le titre de travail était Non si sevizia paperino (litt. « Ne torturez pas l'oison / le caneton »). Le « caneton » du titre du film fait référence à une poupée de Donald Duck qu'une petite fille mentalement dérangée décapite, ce qui fournit un indice pour retrouver l'auteur des meurtres qui jalonnent l'intrigue. Ce devait être le titre définitif du film, mais la société Disney s'est opposé à ce titre et a imposé l'article indéfini « un » dans le titre Non si sevizia un paperino, pour que le titre ne fasse pas une référence exclusive à Donald mais aux canards en général. Les producteurs ont contourné cet obstacle en écrivant l'article « un » dans une police sombre ou voilée qui se fond dans l'arrière-plan noir sur les affiches publicitaires du film.
En France, le film est sorti en 1978 sous un titre qui jouait sur l'analogie avec L'Exorciste , alors que le récit ne tourne nullement autour d'un exorcisme.

### Censure
Le film a été interdit aux moins de 18 ans (visa de censure no 61046 du 22 septembre 1972), en raison des scènes de violence et de sexualité déviante. Les plus gros problèmes avec la censure concernaient la séquence dans laquelle Barbara Bouchet s'exhibe nue devant un enfant. Cette séquence a fait l'objet de nombreuses plaintes, la loi interdisant de faire jouer des mineurs dans des scènes licencieuses.
En janvier 1973, Lucio Fulci, Edmondo Amati et Barbara Bouchet, sont convoqués au tribunal, à la suite d'une plainte anonyme. Fulci est contraint d'expliquer dans le détail comment la scène incriminée a été tournée. Fulci signale qu'elle a été tournée en présence d'un huissier qui a tout consigné. D'après les minutes du tournage, Fulci a bien fait attention à ce que l'enfant et Bouchet nue sur le canapé ne soient pas filmés ensemble, même si le spectateur a l'impression de les voir ensemble à l'écran, en champ-contrechamp. Dans les scènes où Bouchet et l'enfant apparaissent effectivement dans le même plan, l'enfant est filmé de dos et il est alors interprété par une doublure : Domenico Semeraro (Ostuni 1946-Rome 1990), un ami nain des producteurs, embaumeur de profession, qui sera plus tard connu sous le sobriquet de « Nain de Termini »,.

### Accueil critique
À sa sortie en Italie, La Longue Nuit de l'exorcisme a reçu des critiques globalement négatives. Morando Morandini s'en est sévèrement pris au film, écrivant : « La Longue Nuit de l'exorcisme reprend les ingrédients les plus triviaux communs au genre : malhonnêteté dans l'utilisation du suspense, exagération de détails horribles, du sadomasochisme en continu, un jeu d'acteur en roue libre, un mépris de la logique »,. Cependant, ces derniers temps, Morandini a réévalué le film dans son dictionnaire, avec une note de deux étoiles et demie sur cinq.
Cependant, dans les années 1990, le film a été largement réévalué, jusqu'à être considéré par beaucoup comme le chef-d'œuvre de Fulci,. Paolo Albiero et Giacomo Cacciatore ont écrit : « La Longue Nuit de l'exorcisme est une œuvre fondamentale dans la carrière de Fulci, alors au sommet de sa maturité créative, et ce pour diverses raisons : d'abord par le cadre géographique où se déroule l'intrigue, un type d'environnement rarement utilisé dans le cinéma italien ; ensuite grâce à l'équilibre parfait des éléments narratifs et cinématographiques, et aux thèmes récurrents du réalisateur qui trouvent ici leur expression la plus convaincante (la sexualité, la répression religieuse, l'obsession du "sosie", le doute et le péché, l'intolérance envers les marginaux ».
La revue Nocturno considère le film comme « le point d'appui et en même temps la somme stylistique et thématique de l'œuvre de Lucio Fulci », tandis que pour Antonio Tentori « c'est avec La Longue Nuit de l'exorcisme que se précise distinctement la vision de Fulci du giallo, déjà présente dans ses deux œuvres précédentes et qui le diversifie nettement du thriller né dans ces années-là à l'imitation de Dario Argento ». Sur le site Mymovies.it, le film est également considéré comme un bon exemple de film qui a été produit par le réalisateur italien.
En France, Olivier Père mentionne qu'il s'agit du film préféré de son réalisateur, et qu'il est fait une critique de la religion, fustigeant l’obscurantisme religieux du monde rural, les superstitions mais aussi le puritanisme délirant du catholicisme. Si le film est celui où Fulci exprime le mieux son goût pour la cruauté, en le situant dans la réalité socioculturelle italienne, il est aussi « l'un de ses films les plus soignés et puissants sur le plan de la mise en scène, avec une maîtrise technique parfois impressionnante »
Julien Welter dans Télérama fait allusion au symbole de l'autoroute, le « progrès qui part à l’assaut de la campagne, tranche dans les vieilles coutumes et surprend quelques garçonnets méridionaux, sur le point de devenir des adolescents ». D'après le critique qui lui accorde un T sur trois, La Longue Nuit de l'exorcisme est le troisième et meilleur giallo de Lucio Fulci.
Au Québec, Robert-Claude Bérubé dans Mediafilm a une critique plus mitigée, notant que « des interprètes de valeur donnent vie à des personnages schématiques » et qu'« un cinéaste d'une certaine habileté » accouche d'un thriller artificiel. Somme toute, Fulci « montre plus d'attachement à monter en épingle les détails morbides qu'à fignoler sa construction d'ensemble ».

## Bande originale
La bande son du film a été composée par Riz Ortolani. La musique douce qui contraste avec les images de violence, parfois extrêmes, a marqué les cinéphiles. Ce stratagème avait déjà été utilisé par Ortolani en 1962 pour Cette chienne de vie, et sera réutilisé par le compositeur en 1979 dans Cannibal Holocaust, réalisé par Ruggero Deodato.
Surtout, la chanson Quei giorni insieme a te, interprétée par Ornella Vanoni, qui accompagne le lynchage de la Maciara, est restée indissociable du film. Au début du lynchage, il y a deux autres chansons : la première est Rhythm, chantée par un très jeune Riccardo Cocciante, et une autre chanson non originale de Wallace generation. Cette chanson n'était cependant pas celle choisie initialement pour la séquence, mais elle a été préférée à Un po' di più chantée par Patty Pravo.

## Clins d'œil à d'autres films
- La séquence finale dans laquelle Don Alberto tombe dans le vide et se fracasse le visage est une autoréférence par Fulci de son film précédent Le Temps du massacre (1966). La même scène sera reprise par Fulci au début de L'Emmurée vivante (1977), où une petite fille assiste au suicide de sa mère qui se jette dans le vide[7].
- Certains détails de la séquence de lynchage de la Maciara (les gros plans sur les ecchymoses infligées à ses bras et à son visage par les chaînes) ont également été reproposés par Fulci dans la scène d'ouverture de L'Au-delà (1981)[7].
- Fulci s'est à nouveau cité dans le film L'Éventreur de New York (1982), dans lequel un tueur en série parle avec la voix de Donald Duck[7].